# Rainer Karlsch
Rainer Karlsch (né le 3 avril 1957) est un historien allemand. Il est surtout connu pour ses recherches sur les programmes nucléaires.

## Biographie
Avec l'aide du journaliste Heiko Petermann, il a profondément étudié les recherches atomiques sous le régime nazi. Il a publié un livre, Hitlers Bombe (La Bombe de Hitler), qui avance que, pendant la Seconde Guerre mondiale, des scientifiques allemands auraient conçu une bombe atomique et auraient fait même exploser des bombes atomiques entre l'automne 1944 et la fin de l'hiver 1945, mais de plus faible puissance explosive que Little Boy.
Des historiens ont contesté les affirmations de Karlsch. Selon eux, il pourrait s'agir de bombes radiologiques.

## Publications
- (de) Rainer Karlsch, Sowjetische Demontagen in Deutschland 1944-1949 : Hintergründe, Ziele und Wirkungen, Berlin, Hintergründe, Ziele und Wirkungen., 550 p. (ISBN 978-3-428-10739-1 et 3-428-10739-X)
- (de) Rainer Karlsch, Allein bezahlt? : die Reparationsleistungen der SBZ/DDR 1945-53, 1993, 302 p. (ISBN 3-86153-054-6, lire en ligne)
- (de) Rainer Karlsch, Faktor Öl : die Mineralölwirtschaft in Deutschland 1859-1974, 2003, 460 p. (ISBN 978-3-406-50276-7 et 3-406-50276-8, lire en ligne)
- (de) Rainer Karlsch, Urangeheimnisse, 2002, 320 p. (ISBN 978-3-86153-276-7 et 3-86153-276-X, lire en ligne)
- (de) Rainer Karlsch, Hitlers Bombe. Die geheime Geschichte der deutschen Kernwaffenversuche, Munich, Deutsche Verlags-Anstalt, 2005 (ISBN 3-421-05809-1)
  - (nl) Rainer Karlsch, Hitlers bom. Hoe Nazi-Duitsland nucleaire wapens testte in een laatste wanhopige poging om de oorlog te winnen, Tielt, Lannoo, 2005, 336 p. (ISBN 90-209-6299-X)
  - (it) Rainer Karlsch, La bomba di Hitler, Turin, Lindau, 2006, 476 p. (ISBN 88-7180-598-4)
  - (pl) Rainer Karlsch, Atomowa bomba Hitlera. Historia tajnych niemieckich prób z bronią jądrową, Varsovie, ojewództwo Dolnośląskie, 2006, 366 p. (ISBN 83-7384-512-7)
  - Rainer Karlsch (trad. de l'allemand par Olivier Mannoni), La Bombe de Hitler : Histoire secrète des tentatives allemandes pour obtenir l'arme nucléaire, Paris, Calmann-Lévy, 2007, 522 p. (ISBN 978-2-7021-3844-1)